# Свети Димитър (Мегалос Принос)
Вижте пояснителната страница за други значения на Свети Димитър.
„Свети Димитър“ (на гръцки: Ιερός Ναός Αγίου Δημητρίου) е възрожденска православна църква край село Мегалос Принос (Мегало Казавити) на остров Тасос, Егейска Македония, Гърция, част от Филипийската, Неаполска и Тасоска епархия на Вселенската патриаршия.
Църквата е разположена северозападно от селото и е построена на голям склон, така че източната ѝ част е полувкопана. Няма запазен надпис с дата, но църквата е от същия период като другите два външни храма на селото – „Свети Йоан Предтеча“ (1865) и „Света Неделя“ (1870-те). В архитектурно отношение е еднокорабна църква с дървен покрив и трем на западната страна. Между двата прозореца на южната страна на наоса и на южната страна на трема има две правоъгълни ниши, в които вероятно е имало надписи. Съществуването на две датировки говори, че тремът е по-нов.
Храмът има външни размери 8,50 / 6,60 m, площ от 56,10 m2 и дебелина на стените 0,65 m. Входът е с две стъпала повдигнат по отношение на трема и с едно по отношение на наоса. Над него има плитка засводена ниша с изображение на светеца покровител. Църквата е осветена от два северни и два южни прозореца без каса. Над хоризонталния трегер има релеф с кръст в центъра и надпис ΙΣ ΧΡ / ΝΙ ΚΑ в него. Друг релеф с кръст има на южната стена към трема.
На север се отваря полукръгла конха с извит трегер. Наосът няма таван и е настлан с бели плочи. Иконостасът е дъсчен. Светилището е повдигнато с едно стъпало. Полукръглата апсида е издигната и действа като олтар. Протезисът и диаконикона, както и конхата на северната стена са полукръгли. На южната стена има тесен прозорец с извит трегер. Наосът е покрит с трискатен покрив, който има скосяване на изток. Екзонартексът има по-нисък трискатен покрив. Тремът е без таван и има сводест вход на юг и на север. Покрит е с плочи.